# 非洲网球联合会
非洲网球联合会（法語：Confédération Africaine de tennis，简称CAT或者非洲网联），是非洲网球的洲际管理机构。它是一家总部设在突尼斯突尼斯市的非营利性私人组织，并隶属于国际网球联合会（ITF）。非洲网联的主要目标是规范非洲大陆的网球规则，发展该项运动的基础设施，并在整个非洲推广网球运动。为此，非洲网联还通过颁发奖项和荣誉来表彰网球领域的优秀专业人士，包括球员和会员协会。非洲网联是规模最大的地区性网球组织，拥有52个会员国。英语和法语是该组织的官方语言。根据非洲网联的划分，非洲大陆按照地理区域分为五个不同的赛区，每个赛区均设有区域负责人。
非洲网联会组织该区域举行的戴维斯杯和比利·简·金杯杯，以及ITF在该区域举办的成人、青少年、沙滩网球、轮椅网球等巡回赛赛事。除此之外还有洲际网球赛事：
- 非洲青少年网球锦标赛
- 12岁及12岁以下网球巡回赛
- 14岁及14岁以下网球巡回赛
- 非洲国家杯